# Вузькоколійна залізниця Ужгород — Анталовці
В́узькоколійна залізн́иця ́Ужгород — Ант́аловці (угор. Ungvár — Antalócs, чеськ. Užhorod — Antalovce) — одна з недіючих вузькоколійних залізниць в Україні, в Ужгородському районі Закарпатської області.

## Опис та історія
На початку XX століття за наказом командування австро-угорської армії в селі Анталовці була заснована пилорама та військове деревообробне підприємство, що виробляло дерев'яні рукоятки та накладки для багнетів, артилерійських тесаків і прикладів. Для доставки деревини з околиць Анталовців на підприємство була побудована вузькоколійна залізниця. Вона мала два відгалуження, які йшли долинами річок Стара, Середній і Крайній до гір Маковиця (978 м), Анталовецька Поляна (977 м) та Токарня (627 м).
Перед Першою світовою війною, щоб налагодити безперебійне постачання армії, було розпочато будівництво залізниці Ужгород — Радванка — Анталовці. Будівництво йшло швидкими темпами, і вже в серпні 1916 року вузькоколійна залізниця з шириною колії 760 мм була здана в експлуатацію. Рух було відкрито у 1917 році. Залізниця була ліцензована тільки для перевезення деревини.
Довжина розмітки колії становила 36,635 км, експлуатаційна довжина — 34,507 км. Максимальний підйом становив 28 %, а мінімальний радіус кривої — 60 м.
Вузькоколійна лінія Ужгород — Радванка — Анталовці починалась на залізничній станції Радванка в Ужгороді, яка знаходилась на відстані одного кілометра від головної ширококолійної станції в Ужгороді. Дві станції були з'єднані колією, яка вела до каменоломні. Вузька колія проходила через виноградарський регіон на околицях селища Середнє, потім повертала на північ в долину річки В'єла і прямувала до Анталовець.
Залізниця проходила через 9 сіл передгір'я Ужанської долини. Зупинки знаходилися в Дравцях, Підгорбі, Холмоку, Руських Комарівцях, Вовковому, Середньому, Чертежі, Худльові та Анталовцях.
До травня 1918 вузькоколійка Ужгород — Анталовці підпорядковувалась Імператорсько-королівським австрійським військовим залізницям — kkHB (kaiserlich-königlich österreichische Heeresbahn), після чого вона перейшла в управління угорської компанії MÁV. Починаючи з 3 січня 1919 муніципалітет міста Ужгорода без державного дозволу використовував залізницю для пасажирських перевезень як громадський транспорт.
Після включення Підкарпатської Русі до складу Чехословаччини 21 червня 1919 залізниця була взята під контроль чехословацькою армією, а згодом була передана Чехословацьким державним залізницям — ČSD. В червні 1920 залізниця Ужгород — Анталовці знову переходить до Міністерства оборони Чехословаччини, але з вересня 1920 року залізниця експлуатується ČSD. 1 жовтня 1920 Чехословацькі державні залізниці (ČSD) стають остаточним власником вузькоколійки.
Після 1921 перевезення на залізниці здійснювали дві пари змішаних потягів, які, при необхідності, комплектувались вантажними вагонами та переводились у розряд вантажних потягів.
1922 вузькоколійна залізниця Ужгород — Анталовці разом з кінним траком перейшла у підпорядкування Ужгородського управління державними лісами та землею. У той час сумарна довжина лінії Ужгород — Анталовці становила 34,87 км. Незабаром залізниця отримала дозвіл на перевезення пасажирів. Для здійснення пасажирських перевезень було сформовано спеціальний потяг, який перевозив учнів, студентів, працівників і селян в Ужгород.
В період 1938–1945 лінія експлуатувались угорською компанією MÁV. Дільниця Ужгород — Радванка — Анталовці отримала нумерацію 122. Пасажирські перевезення на залізниці в цей час здійснювали три пари потягів. Час проїзду в напрямку з Ужгорода до Анталовець становив 2 год., у зворотньому напрямку — 2 год. 15 хв..
Після входження Закарпаття до складу СРСР полотно вузькоколійної залізниці Ужгород — Анталовці було перешито із 760 мм на 750 мм.
Розібрана у 1975—1976 р.р.як нерентабельна.

## Рухомий склад

### Локомотиви на паровій тязі
Спочатку планувалось здійснювати перевезення на залізниці Ужгород — Анталовці за допомогою трьох локомотивів на паровій тязі виробництва заводу «Krauss» в Лінці, але вузькоколійка отримала тільки два — з фабричними номерами 7196/1916 та 7255/1917. Третій локомотив 7195/1916 так і не був поставлений, а локомотив з фабричним номером 7196/1916 експлуатувався до 17 серпня 1917.
Із 22 серпня 1917 до 15 лютого 1918 на залізниці експлуатувався локомотив № 2001 виробництва заводу «Hohenzollern» в Дюссельдорфі з фабричним номером 2032, а з квітня до 22 липня 1918 — локомотив № 4001 виробництва заводу «Budapest» з фабричним номером 3094/1916.
У 1919 на вузькоколійній залізниці Ужгород — Анталовці експлуатувались три локомотиви. Перший локомотив, який мав тільки фабричне маркування 510 (Cs2t 510/1899), був доставлений з підприємства «J. Przeworsky» в чеському селі Бори, де він експлуатувався з 1899 року. Це був тендерний локомотив виробництва заводу «Orenstein & Koppel» в Берліні. Другий локомотив з маркуванням 2624 (Cs2t 2624/1911) являв собою класичний вузькоколійний тендерний локомотив типу 78 виробництва заводу «Budapest», який спочатку був поставлений на підприємство графа Вінклера в Чіреші. Третій локомотив «Krauss» з фабричним номером 7255 експлуатувався на залізниці Ужгород — Анталовці з моменту її відкриття.
У 1925 локомотиви були перенумеровані — 510 як U 35.201, 2624 як U 35.301 та 7255 як U
44.101. У березні 1927 на залізницю був переданий локомотив U 37.001 («Krauss» 3638/1897) з вузькоколійки Їндржіхув-Ґрадец, а у 1930 році — локомотив U 37.005 («BMMF» 175/1906) з вузькоколійки Тересва — Усть-Чорна. Останній паровий локомотив U 37.010 («Krauss» 3817/1898) був переданий із залізниці Їндржіхув-Ґрадец у 1931. З початком експлуатації потужних локомотивів типу U 37.0 на вузькоколійній залізниці Ужгород — Анталовці, парові локомотиви більш легкого класу поступово передавались на Боржавську вузькоколійну залізницю.
В період 1945–1956 на залізниці експлуатувались два паровози заводу «Davenport»(США) з фабричними номерами 2854 та 2856. Пізніше — радянський паровоз Кп4-488.

### Автомотриси
22 травня 1937 рухомий склад залізниці Ужгород — Анталовці поповнився двома парами пасажирських та однією парою вантажно-пасажирських автомотрис. Моторові вагони M 11.003 та M 11.004 були передані з Боржавської вузькоколійки.

### Тепловози
В останні роки експлуатації залізниці використовувались тепловози ТУ2.